# Perfect Blue
Perfect Blue (パーフェクトブルー, Pāfekuto Burū) est un film d'animation de suspense psychologique japonais de Satoshi Kon, produit en 1997 et sorti en 1999 en France, inspiré du thriller Perfect Blue : Métamorphose d'une idole, écrit par Yoshikazu Takeuchi et publié en 1991.  
La chanteuse et idole J-pop Mima quitte son groupe déjà très populaire, les Cham, pour se lancer dans une carrière d'actrice. Elle accepte alors un petit rôle dans une série télévisée. Elle reste entourée de ses deux agents Tadokoro et Rumi, une ancienne chanteuse. Alors que Tadokoro est convaincu par cette nouvelle orientation, Rumi est plus réticente. Puis un fax arrive de la part de quelqu'un qui la traite de « traître », et une série de meurtres visant des personnes liées à elle se produisent.

## Synopsis
À partir du moment où elle se reconvertit, de plus en plus d'évènements inquiétants surviennent ; elle reçoit des menaces, le site web Chez Mima relate ses faits et gestes à la première personne, et un de ses fans l'épie constamment. Enfin, Mima découvre que l'homme ayant perturbé son dernier concert a été assassiné.
Yoko, le personnage que joue Mima dans la série acquiert un rôle plus important : elle subit un viol collectif. À la lecture du script, Rumi est horrifiée et imagine demander un changement. Tadokoro n'est pas d'accord, et trouve qu'effectuer cette demande n'est pas professionnel. Mima, décidée à devenir actrice, tient à faire cette scène. À partir de là, elle a des hallucinations, voyant son ancien personnage de chanteuse lui reprocher cette nouvelle carrière.
Après avoir tourné la scène du viol, Mima retrouve tous les poissons de son aquarium morts. L'auteur de Chez Mima, refusant le changement de son idole, la présente comme victime du scénariste qui l'obligerait à tourner des scènes atroces. Le scénariste est alors assassiné. Mima fait ensuite des photographies dénudées, qui sont publiées dans un magazine. Le photographe est à son tour assassiné. L'auteur de Chez Mima, Mimaniac, converse via internet avec une personne se présentant comme Mima, et qui lui explique que c'est un sosie qui a fait les photos de nu et qui joue dans la série.
Le tournage de la série continue. Yoko, le personnage, est une personne qui subit des troubles de l'identité, et s'avère finalement être une tueuse en série. Mima est de plus en plus perturbée, ses hallucinations se renforcent, et sa distinction entre fiction, rêve et réalité est de plus en plus difficile.
Enfin, elle se fait agresser par Mimaniac, qui pense tuer un sosie. Elle lui porte un coup de marteau à la tempe pour se défendre. À la suite de l'agression, Rumi amène Mima chez elle, où celle-ci découvre que cet appartement est très semblable au sien. Elle découvre alors Rumi travestie en Mima la chanteuse. Une course poursuite s'engage dans laquelle Rumi tente d'assassiner Mima en vain.
Rumi est finalement internée dans une institution psychiatrique, où elle se prend encore pour Mima.

## Fiche technique
- Titre original : Pafekuto buru
- Réalisateur : Satoshi Kon
- Scénariste : Sadayuki Murai, d'après l'œuvre de Yoshikazu Takeuchi
- Musique : Masahiro Ikumi
- Directeur de la photographie : Hisao Shirai
- Animation et effets visuels : Hiroyuki Morita
- Producteurs : Hiroaki Inoue et Masao Maruyama
  - Producteurs exécutifs : Koshiro Kanda et Yuichi Tsurumi
- Sociétés de distribution : Rex Entertainment ; Palm Pictures ; Manga Entertainment
- Langue : japonais
- Classification : interdit aux moins de 12 ans[1] en France, 16 au Quebec ; R ou 18 ans dans plusieurs pays[2].
- Date de sortie :
  - Canada : 8 août 1997 (FanTasia)[3]
  - Japon : 28 février 1998
  - Belgique : mars 1998 (BIFFF)
  - France : 8 septembre 1999

## Personnages
Mima Kirigoe (霧越 未麻, Kirigoe Mima)
Voix japonaise : Junko Iwao, voix française : Marie-Eugénie Maréchal
Rumi (ルミ)
Voix japonaise : Rica Matsumoto, voix française : Véronique Alycia
Tadokoro (田所)
Voix japonaise : Shinpachi Tsuji (d), voix française : Gérard Rinaldi
Mamoru Uchida (Me-Mania) (内田 守, Uchida Mamoru)
Voix japonaise : Masaaki Ōkura, voix française : Eric Missoffe
Tejima (手嶋)
Voix japonaise : Yōsuke Akimoto, voix française : Vincent Violette
Takao Shibuya (渋谷 貴雄, Shibuya Takao)
Voix japonaise : Yoku Shioya, voix française : Daniel Lafourcade
Sakuragi (桜木)
Voix japonaise : Hideyuki Hori
Eri Ochiai (落合 恵理, Ochiai Eri)
Voix japonaise : Emi Shinohara
Murano (村野)
Voix japonaise : Masashi Ebara, voix française : Stéphane Ronchewski
Le réalisateur (監督, Kantoku)
Voix japonaise : Kiyoyuki Yanada , voix française : Eric Missoffe
Yada (矢田)
Voix japonaise : Tōru Furusawa
Yukiko (雪子)
Voix japonaise : Emiko Furukawa, voix française : Annabelle Roux
Rei (レイ)
Voix japonaise : Shiho Niiyama, voix française : Virginie Ledieu
Tadashi Doi (土居 正, Doi Tadashi)
Voix japonaise : Akio Suyama, voix française : Stéphane Ronchewski

## Production
A l’origine, Perfect Blue est un roman de Yoshikazu Takeuchi, Perfect Blue : Complete Metamorphosis, sorti dans les librairies japonaises en mars 1991. Après le succès du roman, la production d'une mini-série est envisagée, mais est abandonnée avec le tremblement de terre de Kobe. Le projet est alors transformé en film d'animation et Kon s'est vu offrir la possibilité de le réaliser,,,.
C'est le premier film réalisé par Satoshi Kon,. Ce choix est le fruit de Masao Maruyama, un producteur de Madhouse à l'époque, qui avait fait l'éloge du travail de Kon sur la OAV JoJo's Bizarre Adventure, l'a contacté à l'automne 1994 pour lui demander s'il était intéressé par la réalisation,,,,.
Puis, juste avant d'être achevé, le projet d'OAV a soudainement été décidé de sortir en tant que film. Le film a été réalisé pour le marché étroit des OAV, et il était censé être un petit succès puis disparaître en un clin d'œil,.
Le fait qu'il ait été traité comme un film, qu'il ait été invité à de nombreux festivals de cinéma dans le monde entier et qu'il soit sorti sous forme de package dans différents pays était inattendu pour les personnes impliquées,.
Lorsque l'offre a été faite à Kon, le contenu était déjà fixé : une idole de catégorie B et un fan pervers.
Kon n'a pas du tout lu le roman original, mais seulement le premier script du film, qui était censé être proche de l'original. Et il n'a pas du tout utilisé ce script dans le film,,.
Le roman original ne comporte ni pièce de théâtre dans une pièce de théâtre, ni motif de l'effacement de la frontière entre rêve et réalité.
L'intrigue initiale était une simple histoire horreur psychologique gore sur une idole qui est attaquée par des fans pervers qui ne peuvent pas tolérer son changement d'image, et il y avait beaucoup de saignement, donc ce n'était pas approprié pour Kon, qui n'aime pas l'horreur ou les idoles,,. Il s'agissait d'une histoire banale qui avait déjà été traitée dans divers genres, et c'était aussi un domaine qui ne se prêtait pas à l'animation,,.
Il a décidé de prendre le rôle de réalisateur parce que l'auteur original lui a donné la permission de modifier l'histoire comme il le souhaitait, tant qu'il gardait à l'esprit les trois points suivants pour en faire un film : le personnage principal est une idole de catégorie B, il y a un fan enragé d'elle (harceleur), et c'est un film d'horreur,,.
Tout d'abord, ils avaient besoin d'un motif qui serait au cœur du film, et cette partie devait être trouvée non pas par le scénariste ou quelqu'un d'autre, mais par Kon lui-même en tant que réalisateur,.
Il a donc imaginé un motif tiré du court-métrage Magnetic Rose pour lequel il avait déjà écrit un scénario et du manga Opus qui était suspendu, dans lequel la “frontière” entre deux choses comme « le rêve et la réalité », « la mémoire et le fait » et « le soi et l'autre » disparaît et se fond.
Et il a écrit un tout nouveau script avec Sadayuki Murai,,.
Avant que le film ne soit achevé, la société qui a acheté les droits de vidéogramme/diffusion télévisée de Perfect Blue a conseillé au distributeur de soumettre le film au Festival international du film FanTasia de Montréal, au Canada, et il a été décidé que le film sortirait d'abord à l'étranger.
C'était le premier film de Kon en tant que réalisateur et il était encore inconnu. Le distributeur l'a donc présenté comme le premier film du disciple préféré de Katsuhiro Ōtomo, le créateur d'AKIRA, qui faisait déjà fureur à l'étranger.
Le film a été si bien accueilli qu'une deuxième projection a été organisée pour ceux qui n'avaient pas pu le voir à Fantasia, et il a finalement été choisi comme Prix du meilleur film international par le vote du public.
Grâce au prix du meilleur film à Fantasia, le distributeur a commencé à recevoir des invitations de divers festivals de cinéma.
Plus de 50 festivals les ont invités, dont l'Allemagne, la Suède, Melbourne et la Corée.
La société de distribution a commencé à négocier avec des distributeurs dans divers pays européens et a finalement réussi à vendre le film sur les principaux marchés, notamment les pays hispanophones, francophones, italophones, anglophones et germanophones, avant sa sortie au Japon.
Les distributeurs ont réussi à obtenir les commentaires de recommandation de Roger Corman et d'Irvin Kershner avec la permission de les utiliser gratuitement dans le monde entier. Ils ont donc utilisé leurs commentaires sur les dépliants internationaux des salles de cinéma et dans leurs promotions mondiales.

## Adaptations
En 2017, Seven Seas Entertainment a acquis les droits de publication en anglais du roman Perfect Blue : Complete Metamorphosis.

## Réception
Le site RottenTomatoes donne une note de 76 % basés sur l'avis des critiques et 88 % basés sur l'avis du publics.

## Dans la culture populaire
Plus tard, une rumeur a couru selon laquelle le réalisateur Darren Aronofsky avait acheté les droits de remake de Perfect Blue. Cependant, lorsqu'il s'est entretenu avec Kon pour un magazine en 2001, il a déclaré qu'il avait dû renoncer à acheter les droits pour diverses raisons,. Il a également déclaré que son film Requiem for a Dream présente certains des mêmes angles et plans que Perfect Blue, en hommage au film,,. De plus, Kon a médiatisé sa rencontre avec Aronofsky sur son blog.
Madonna a intégré des extraits du film dans sa chanson What It Feels Like for a Girl.